# William Engeström
Georg William Engström, ibland känd under artistnamnet William Engeström, född 27 september 1886 i Finland, död 1940 i Norge (folkbokförd i icketerritoriella Finska församlingen i Stockholm), var en svensk regissör, skådespelare, scenograf och inspicient vid bland annat Helsingborgs stadsteater och Blancheteatern i Stockholm. Han var även filmskådespelare och inspicient vid Hasselbladsateljén i Göteborg.

## Biografi
I början av 1910-talet ingick William Engeström i Albert Ranfts teatergrupp som regissör och 1914 satte gruppen upp föreställningar på Stora Teatern i Göteborg. Under sin tid i Göteborg verkade han även som filmskådespelare och inspicient vid Hasselbladsateljén i Göteborg, och det finns filmer därifrån med hans namn från perioden 1916-1920.
Under första halvan av 1920-talet var han verksam som skådespelare vid Helsingborgs stadsteater och under andra halvan, och början av 1930-talet vid Blancheteatern i Stockholm.
År 1928 spelade han kapten Ståhl i Edvard Persson-filmen Hattmakarens bal, producerat av AB Scania-Film i Malmö.
Engström stupade i kriget i Norge 2 maj 1940 i en strid mot tyskarna vid Os söder om Røros. Han var del av en så kallad friskara med stridande från Sverige och Finland. Han hittades vid järnvägslinjen alldeles söder om stationen i Os, han hade använt ett maskingevär och hade inga synliga skador då han hittades död. Han är begravd på Os kyrkogård. Varje år den 17 maj, Norges nationaldag, läggs det en krans på hans grav och den finska nationalsången sjungs.
William Engeström var ogift.

## Filmografi
Roller
- 1916 – Fången på Karlstens fästning
- 1928 – Hattmakarens bal

Inspicient
- 1917 – Mellan liv och död
- 1917 – Förstadsprästen
- 1918 – Mästerkatten i stövlar
- 1919 – Ett farligt frieri
- 1920 – Familjens traditioner

## Teater

### Roller
| År   | Roll              | Produktion                                                 | Regi               | Teater                   |
| ---- | ----------------- | ---------------------------------------------------------- | ------------------ | ------------------------ |
| 1921 | Frans             | Min ska du bli! Ernst Fastbom                              | Robert Johnson     | Helsingborgs stadsteater |
| 1921 | Villeroy          | Hemkomsten Robert de Flers och Francis de Croisset         | Rudolf Wendbladh   | Helsingborgs stadsteater |
| 1924 | Nubier            | Salome Oscar Wilde                                         | Torsten Hammarén   | Helsingborgs stadsteater |
| 1924 | Hinrik i Backa    | Värmlänningarna Fredrik August Dahlgren och Andreas Randel | Hjalmar Peters     | Helsingborgs stadsteater |
| 1925 | Ett bud           | Kameliadamen Alexandre Dumas den yngre                     | Helge Wahlgren     | Helsingborgs stadsteater |
| 1926 | Timoléon          | Spelet om kärleken och döden Romain Rolland                | Albert Nycop       | Helsingborgs stadsteater |
| 1927 | En betjänt        | Vad varje kvinna vet J.M. Barrie                           | Elsa Carlsson      | Helsingborgs stadsteater |
| 1927 | En poliskonstapel | Vi och de våra John Galsworthy                             | Gösta Cederlund    | Helsingborgs stadsteater |
| 1927 | Olsen             | Simson och Delila Sven Lange                               | John Westin        | Helsingborgs stadsteater |
| 1929 | En sikh           | Brevet W. Somerset Maugham                                 | Harry Roeck-Hansen | Blancheteatern           |
| 1929 | Vane              | Cocktails Leslie Howard                                    | Harry Roeck-Hansen | Blancheteatern           |
| 1930 | Portvakten        | Ett dubbelliv Henri-René Lenormand                         | Harry Roeck-Hansen | Blancheteatern           |
| 1930 | Wilhelm           | Pengar på gatan Rudolf Bernauer och Rudolf Oesterreicher   | Harry Roeck-Hansen | Blancheteatern           |
| 1930 | En konstapel      | Storken Thit Jensen                                        | Harry Roeck Hansen | Blancheteatern           |
| 1931 | Tröskaren         | Bandet August Strindberg                                   | Harry Roeck-Hansen | Blancheteatern           |
| 1931 | Sibilotte         | Lidelser August Villeroy                                   | Sture Baude        | Blancheteatern           |
| 1931 | Roberts           | Sex appeal Frederick Lonsdale                              | Harry Roeck-Hansen | Blancheteatern           |
| 1931 | En konstapel      | Storken Thit Jensen                                        | Harry Roeck Hansen | Blancheteatern           |
| 1932 | Jefim             | Kamrat Arina står brud I.M. Wolkow                         | Harry Roeck-Hansen | Blancheteatern           |
| 1932 | Gäst 1            | Syndafloden Henning Berger                                 | Harry Roeck-Hansen | Blancheteatern           |
| 1932 | Medverkande       | Harrys bar, revy Berco och Chatham                         | Nils Johannisson   | Blancheteatern           |
| 1934 | Vaktmästaren      | Ingen rädder Allan Scott och George Height                 | Knut Martin        | Blancheteatern           |

### Scenografi
| År   | Produktion                               | Upphovsmän                                     | Regi               | Teater         |
| ---- | ---------------------------------------- | ---------------------------------------------- | ------------------ | -------------- |
| 1931 | Till polisens förfogande Voruntersuchung | Max Alsberg och Otto Ernst Hesse               | Harry Roeck-Hansen | Blancheteatern |
| 1932 | Obs, nymålat Prenez garde a la peinture  | René Fauchois Översättning Olga Raphael-Linden | Harry Roeck-Hansen | Blancheteatern |